# Jeanne Shaheen
Cynthia Jeanne Shaheen (született: Bowers, 1947. január 28. –) amerikai politikus, New Hampshire szenátora 2009 óta. A Demokrata Párt tagja, New Hampshire történetének első női szenátora és első női kormányzója, illetve az első nő az ország történelmében, aki szenátor és kormányzó is volt.
Miután két ciklust töltött New Hampshire Szenátusában, 1996-ban, 1998-ban és 2000-ben is kormányzóvá választották. 2002-ben indult először az Egyesült Államok Szenátusának egyik székéért, ekkor még sikertelenül. 2008-ban ismét elindult a választáson, ekkor már megnyerte azt a republikánus John E. Sununu ellen.
John A. Durkin (1980) óta New Hampshire első demokrata szenátora volt. 2014-ben a második demokrata lett, akit újraválasztottak, mint szenátor és az első 1972 (Thomas J. McIntyre) óta. 2020-ban újraválasztották egy harmadik ciklusra. Ekkor Corky Messnert győzte le.

## Választási eredmények

### Kormányzó
| Párt     | Jelölt         | Szavazatok | %    |
| -------- | -------------- | ---------- | ---- |
|          | Jeanne Shaheen | 52,238     | 88%  |
|          | Lovett         | 4,286      | 7%   |
|          | Woodworth      | 2,609      | 4%   |
| Összesen | Összesen       | 59,133     | 100% |

| Párt     | Jelölt           | Szavazatok | %    |
| -------- | ---------------- | ---------- | ---- |
|          | Jeanne Shaheen   | 284,175    | 57%  |
|          | Ovide Lamontagne | 196,321    | 40%  |
| FÜG      | Fred Bramante    | 10,316     | 2%   |
|          | Robert Kingsbury | 5,974      | 1%   |
| Összesen | Összesen         | 496,785    | 100% |

| Párt             | Jelölt                      | Szavazatok | %    |
| ---------------- | --------------------------- | ---------- | ---- |
|                  | Jeanne Shaheen (hivatalban) | 210,769    | 66%  |
|                  | Jay Lucas                   | 98,473     | 31%  |
|                  | Ken Blevens                 | 8,655      | 3%   |
| További jelöltek | További jelöltek            | 0,503      | <1%  |
| Összesen         | Összesen                    | 318,400    | 100% |

| Párt             | Jelölt                      | Szavazatok | %    |
| ---------------- | --------------------------- | ---------- | ---- |
|                  | Jeanne Shaheen (hivatalban) | 45,249     | 60%  |
|                  | Mark Fernald                | 28,488     | 38%  |
| További jelöltek | További jelöltek            | 1,505      | 2%   |
| Összesen         | Összesen                    | 75,241     | 100% |

| Párt     | Jelölt                      | Szavazatok | %    |
| -------- | --------------------------- | ---------- | ---- |
|          | Jeanne Shaheen (hivatalban) | 275,038    | 49%  |
|          | Gordon Humphrey             | 246,952    | 44%  |
| FÜG      | Mary Brown                  | 35,904     | 6%   |
|          | John Babiarz                | 6,446      | 1%   |
| Összesen | Összesen                    | 564,340    | 100% |

### Szenátus
| Párt     | Jelölt          | Szavazatok | %      |
| -------- | --------------- | ---------- | ------ |
|          | John Sununu     | 227,229    | 50.84% |
|          | Jeanne Shaheen  | 207,478    | 46.42% |
|          | Ken Blevens     | 9,835      | 2.20%  |
| FÜG      | Robert C. Smith | 2,396      | 0.54%  |
| Összesen | Összesen        | 446,938    | 100%   |

| Párt     | Jelölt                   | Szavazatok | %      |
| -------- | ------------------------ | ---------- | ------ |
|          | Jeanne Shaheen           | 358,438    | 51.62% |
|          | John Sununu (hivatalban) | 314,403    | 45.28% |
|          | Ken Blevens              | 21,516     | 3.10%  |
| Összesen | Összesen                 | 694,357    | 100.0% |

| Párt             | Jelölt                      | Szavazatok | %      |
| ---------------- | --------------------------- | ---------- | ------ |
|                  | Jeanne Shaheen (hivatalban) | 251,184    | 51.46% |
|                  | Scott Brown                 | 235,347    | 48.21% |
| További jelöltek | További jelöltek            | 1,628      | 0.33%  |
| Összesen         | Összesen                    | 488,159    | 100.0% |

| Párt             | Jelölt                      | Szavazatok | %      |
| ---------------- | --------------------------- | ---------- | ------ |
|                  | Jeanne Shaheen (hivatalban) | 450,771    | 56.64% |
|                  | Bryant Messner              | 326,229    | 40.99% |
|                  | Justin O'Donnell            | 18,421     | 2.31%  |
| További jelöltek | További jelöltek            | 486        | 0.06%  |
| Összesen         | Összesen                    | 795,907    | 100.0% |

### További választások
| Párt     | Jelölt           | Szavazatok | %      |
| -------- | ---------------- | ---------- | ------ |
|          | Joe Lieberman    | 4,337      | 100.0% |
|          | Evan Bayh        | 0          | 0      |
|          | Richard Gephardt | 0          | 0      |
|          | Jeanne Shaheen   | 0          | 0      |
|          | John Edwards     | 0          | 0      |
|          | John Kerry       | 0          | 0      |
| Összesen | Összesen         | 4,337      | 100.0% |